# Compagnie d'assurance Praha
Pojišťovna Praha est un bâtiment Art nouveau situé dans la Vieille ville de Prague, au 7 Národní. Il a été édifié de 1906 à 1907 en reconstruisant une maison en immeuble d'appartements entre le bâtiment de l'ancien Česká spořitelna (aujourd'hui siège de l'Académie des sciences de la République tchèque) et la maison U Topičů. L'architecte était Osvald Polívka. Depuis 1964, le bâtiment est un monument culturel tchèque.

## Histoire
Avant la reconstruction Art nouveau, il y avait une maison à quatre ailes autour d'une cour rectangulaire, de style classique tardif du deuxième tiers du XIXe siècle, sur laquelle en 1875, une autre partie néo-renaissance a été ajoutée. La maison appartenait à l'origine à l'éditeur František Šimáček et après 1885 à son gendre František Topič. En 1905, Topič a vendu la maison à la compagnie d'assurance Praha, qui l'a fait modifier en 1906-1907 en style Art nouveau, par l'architecte Osvald Polívka.
Le théâtre dans la cour, appelé Divadlo Viola, remonte à 1963.
Le bâtiment appartient à l'institution de recherche publique Centre d'activités conjointes de l'Académie des sciences de la République tchèque. En plus du théâtre, il y a aussi des librairies et une galerie de vente.

## Description
La façade Art nouveau comporte trois étages (il y a un demi-étage à la place du 4ème étage), le toit est à pignon. Au deuxième étage, trois baies vitrées reliées par un balcon émergent de la façade décorative et symétrique.
La corniche supérieure massive avec deux pignons attiques de forme néo-baroque aux extrémités est inhabituelle ; sur l'un s'appuie une jeune fille avec une lyre, sur l'autre un vieil homme avec un livre (l'auteur est František Rous). Sur la corniche se trouve une mosaïque de couleur, dans lequel l'inscription plastique PRAHA est créée autour des cinq fenêtres de la mezzanine. Entre les fenêtres du premier étage se trouvent des reliefs vitrés colorés allégoriques avec pour thèmes l'industrie de l'assurance par Ladislav Šaloun, au-dessus des fenêtres du deuxième étage se trouvent les inscriptions : Vie, Capital, Assurance, Pension, Dot.
Au rez-de-chaussée, non touché par les modifications art nouveau, le portail en arc classique du passage a été conservé. D'autres éléments d'art et d'artisanat ont également été conservés : balustrades de balcon forgées, mâts de drapeau, porte en vitrail donnant sur la cour du théâtre Viola.

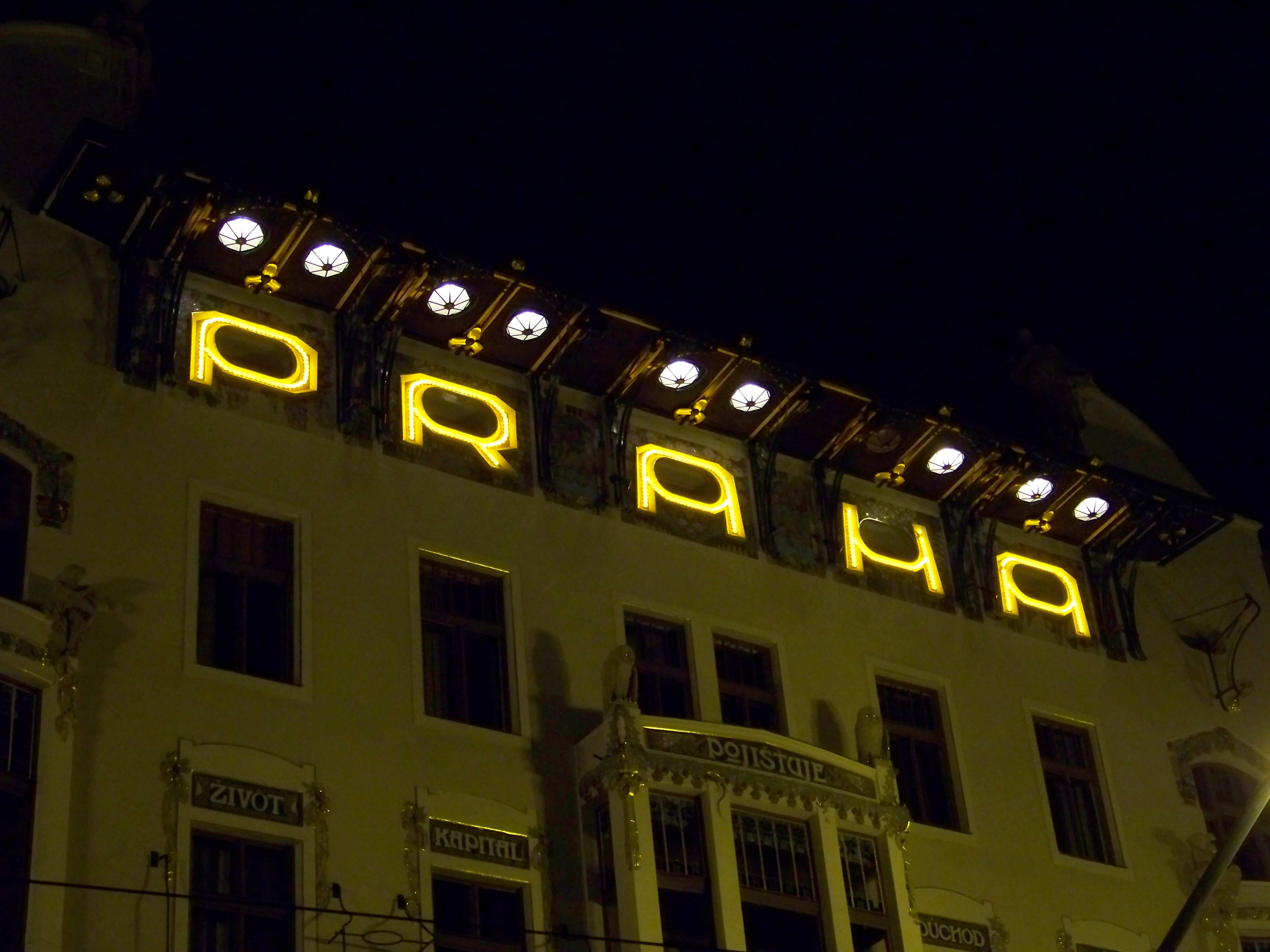
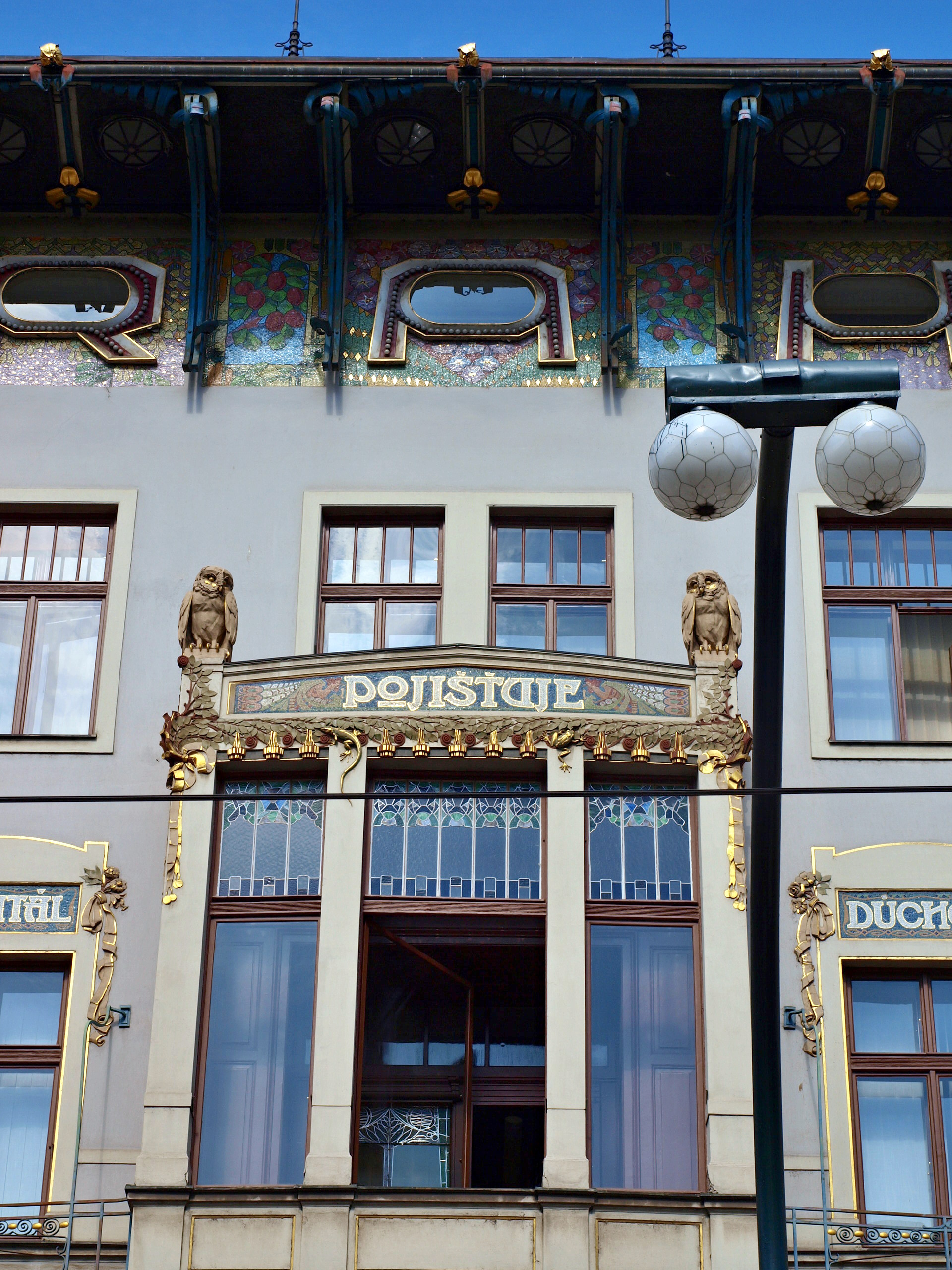
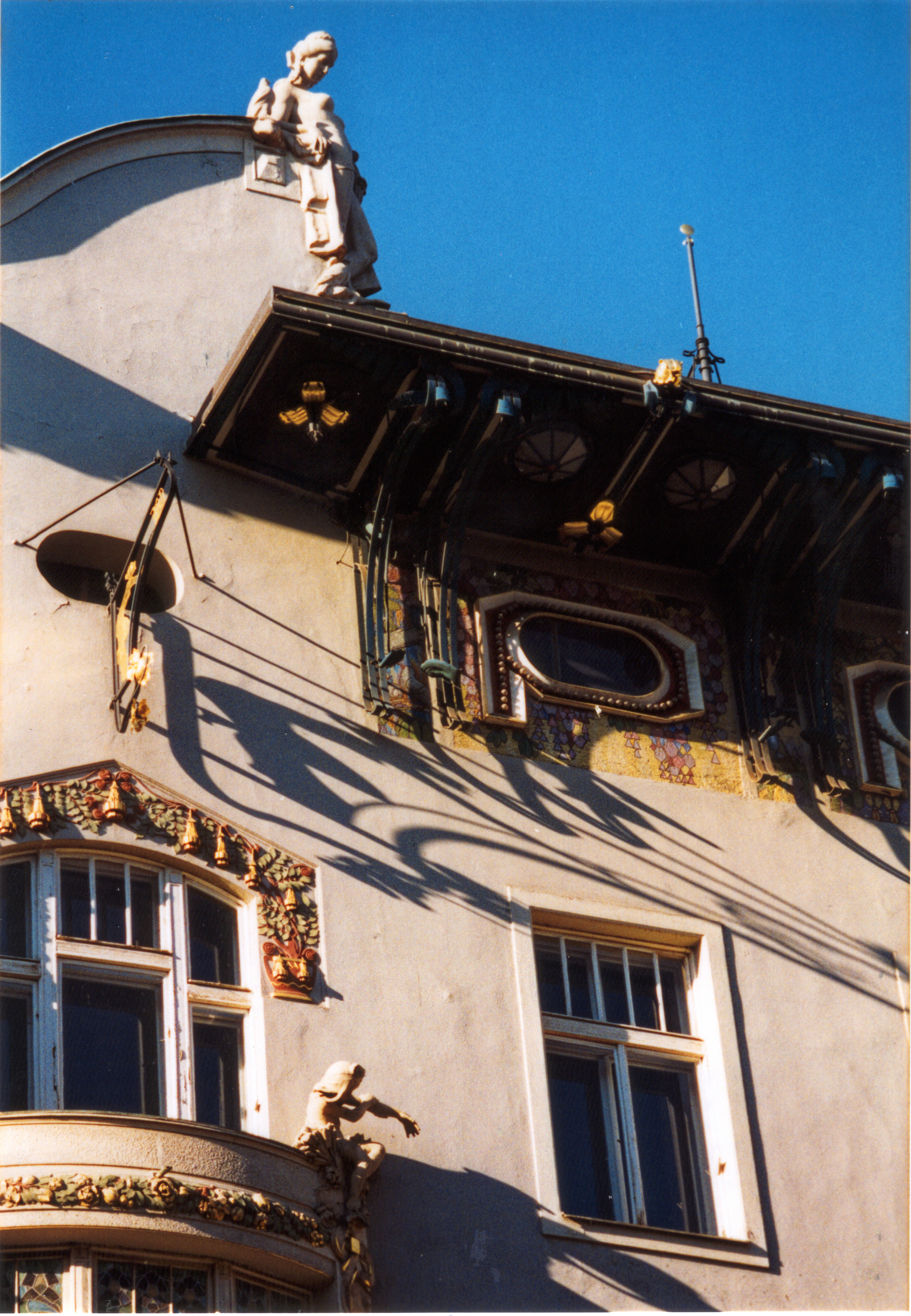
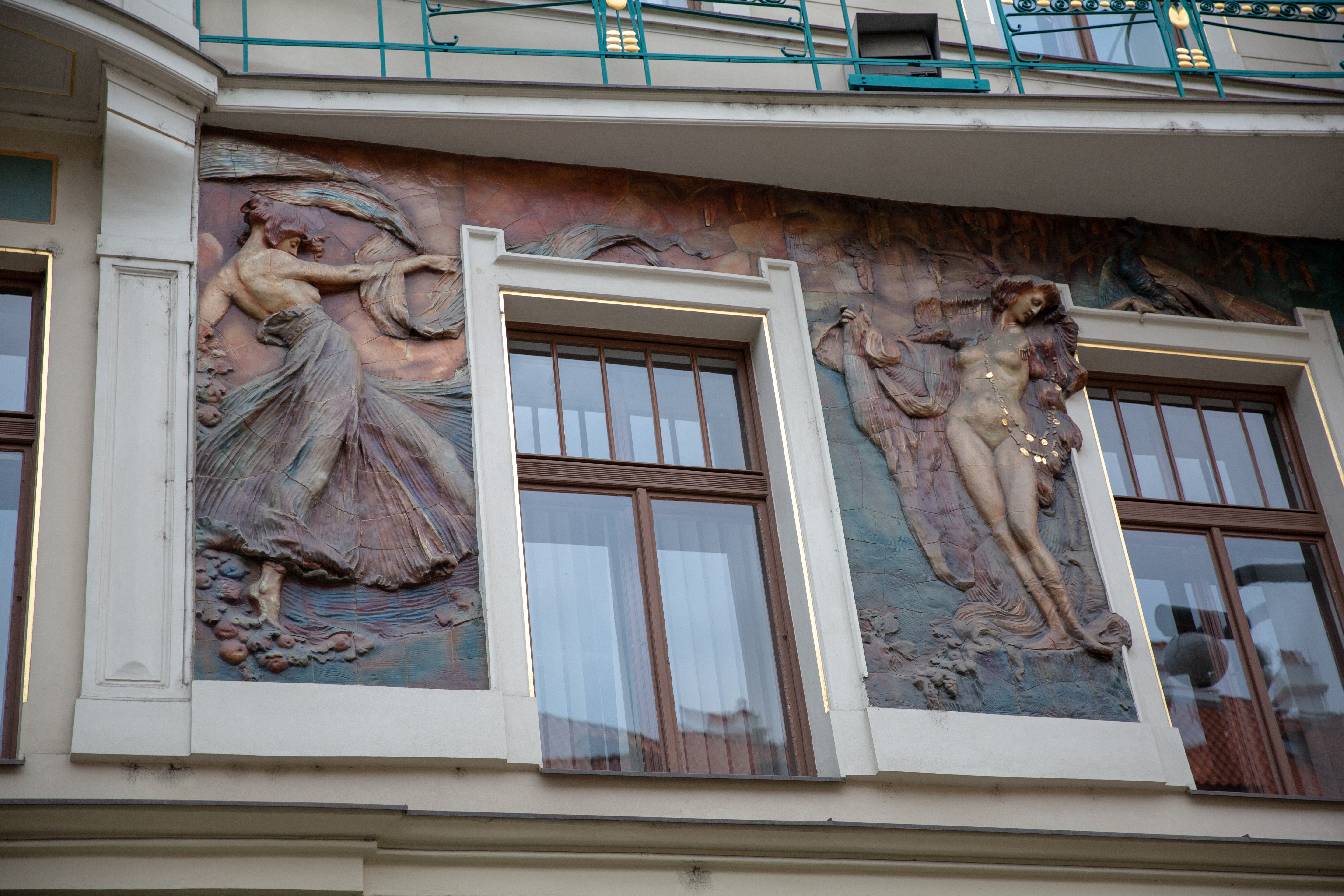
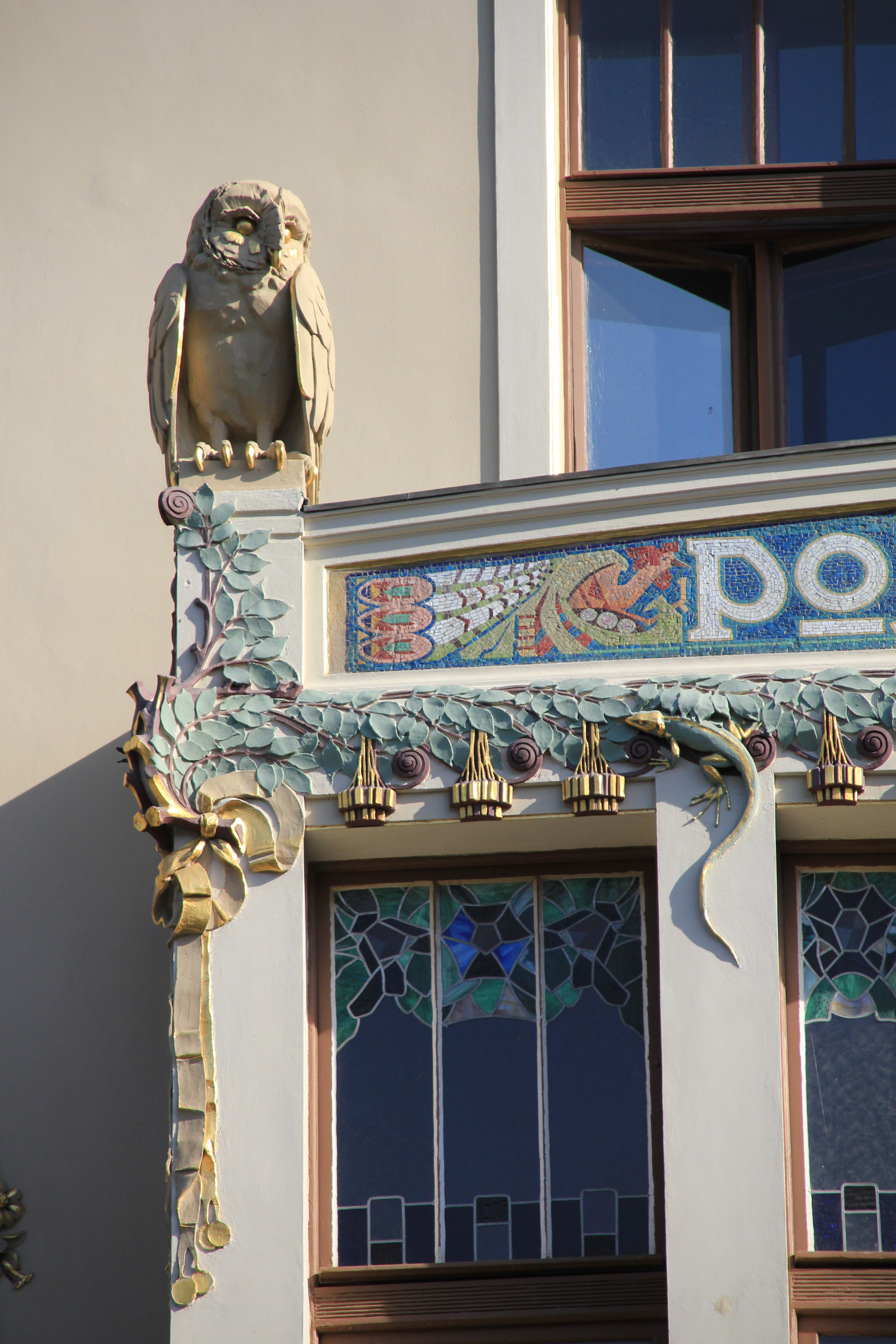

## Source de traduction
- (cz) Cet article est partiellement ou en totalité issu de l’article de Wikipédia en tchèque intitulé « Pojišťovna Praha » (voir la liste des auteurs).